# Балорда, Янко
Янко Балорда (серб. Јанко Балорда; 9 мая 1917, Оджак — сентябрь 1942, Средне) — югославский партизан времён Народно-освободительной войны, Народный герой Югославии.

## Биография
Родился 9 мая 1917 в селе Оджак (около Високо). Член Коммунистической партии Югославии с 1938 года. На фронте Народно-освободительной войны с 1941 года.
Служил политруком в 6-й пролетарской восточнобоснийской ударной бригаде.
В августе 1942 года похищен четниками Сараевской бригады, спустя месяц отвезён в село Средне (на горе Озрен, у Сараево) и казнён четниками.
После войны был перезахоронен на Кладбище народных героев в памятном парке Враца на горе Требевич (у Сараево). Указом Президиума Народной Скупщины от 23 июля 1952 посмертно награждён орденом и званием Народного героя Югославии.